# Ceraceomyces oligodontus
Ceraceomyces oligodontus är en svampart som beskrevs av P. Roberts 2000. Ceraceomyces oligodontus ingår i släktet Ceraceomyces och familjen Amylocorticiaceae.   Inga underarter finns listade i Catalogue of Life.